# Бобров В'ячеслав Володимирович
В'ячеслав Бобров — український баскетболіст, народився 19 вересня 1992 року,в Донецьку. Важкий форвард латвійського ВЕФа та збірної України.

## Кар'єра
Перші кроки почав робити в Маріуполі в складі  «Азовмашу», з яким він дебютував у Українській баскетбольній Суперлізі. В першому сезоні здобув золоті Суперліги. Провівши два сезони в «Азовмаші», покидає клуб і переходить в «Київ». 
Приєднавшись до « БК Києва», де він грав з 2011 по 2015 роки. 
Періодом (2012-2013) на правах оренди провів  в лавах «Хіміка».

Пізніше гравець мав досвід у Румунії та Франції, зокрема в рядах  «Пітешті» та  «Барани Кемпера».
Сезон 2017-18 він грав у литовській лізі за «Піно Жвайгждес», де в середньому набирав 13 очок, 5,9 підбирань і 0,6 блок-шотів у 38 іграх. Він був сьомим найкращим бомбардиром ліги та шостим найкращим підбирачем. У Балтійській лізі він набирав у середньому 11,8 очка, робив 4,9 підбирання, 1,8 передачі у 16 іграх.
16 серпня 2018 року його включення до «Бруєса» на один сезон стає офіційним.
У наступному сезоні він підписав контракт з «Балончесто Фуенлабрада» з Ліги Ендеса, в якій його показники зросли до 7 очок і 3 підбирань за трохи більше ніж 18 хвилин за гру. Після закінчення сезону 2019-20 він продовжив контракт ще на два сезони.
На початку сезону 2020-21 гравець був скорочений з «Фуенлабрада» після поганого результату команди, програного в перших п'яти іграх чемпіонату, в яких український форвард набирав 4,8 очка та 2 підбирання менш ніж за 15 хвилин. за гру.
Повертається в Україну де підписує контракт на два сезони з « Дніпром». Ставши лідером команди, але невдалося виграти нагороди. 
Сезон 21—22 завершував у Франції в клубі  «Нантер 92». 
У сезоні 2022—23 він підписує контракт з «Будівельник» для участі в Кубку Європи ФІБА, грає вдома в Італії та Балканської лізі. Але сезон завершити невийшло через недостачу фінансів «Будівельника», усі гравці покинули клуб. В'ячеслав перейшов в французький клуб «Орлеан», де дограв сезон у Лізі Pro B.
Наступний сезон провів у складі українського «Прометея», а 2024 року підписав контракт з латвійським ВЕФом.

## Виступи за збірну
Він є міжнародником збірної України з баскетболу, з якою брав участь у Євробаскеті-2017 .
У вересні 2022 року він грав на Євробаскет-2022 у складі збірної України, фінішувавши на дванадцятій позиції.
В серпні 2023 отримав виклик в збірну, на матчі кваліфікації до Олімпійських ігор 2024. 

## Досягнення

### Україна
- Чемпіони України (2): 2009, 2010.

- Володар Кубок України(1): 2009.

- Фіналіст Кубок України(1): 2011.

### Міжнародні
- Чемпіони Латвійсько-естонська баскетбольна ліга: 2018.

## Статистика за матч
| Суперліга України                       |                |    |      |     |     |
| 2009–2010                               | Азовмаш        | 13 | 0.9  | 1.2 | 0.0 |
| 2010–2011                               | Азовмаш        | 24 | 2.3  | 1.0 | 0.5 |
| 2011–2012                               | Київ           | 30 | 4.0  | 2.5 | 0.9 |
| 2012–2013                               | Київ           | 38 | 10.2 | 6.6 | 2.1 |
| 2012–2013                               | Хімік          | 3  | 2.0  | 5.0 | 1.7 |
| 2013–2014                               | Київ           | 28 | 11.5 | 7.0 | 4.6 |
| 2014–2015                               | Київ           | 17 | 13.1 | 6.5 | 3.5 |
| Національна баскетбольна ліга Румунії   |                |    |      |     |     |
| 2015-2016                               | Пітешті        | 19 | 9.0  | 5.3 | 2.4 |
| Чемпіонат Франції NM1                   |                |    |      |     |     |
| 2015-2016                               | Барани Кемпера | 15 | 10.0 | 7.1 | 2.9 |
| 2016-2017                               | Барани Кемпера | 33 | 12.1 | 5.8 | 3.2 |
| Литовська баскетбольна ліга             |                |    |      |     |     |
| 2017-2018                               | Піно Жвайгждес | 34 | 13.2 | 5.8 | 2.3 |
| Ліга АБК                                |                |    |      |     |     |
| 2018-2019                               | Бруєса         | 34 | 7.9  | 3.5 | 0.8 |
| 2019-2020                               | Фуенлабрада    | 20 | 7.6  | 3.2 | 0.7 |
| 2020-2021                               | Фуенлабрада    | 5  | 4.8  | 2.0 | 1.2 |
| Суперліга України                       |                |    |      |     |     |
| 2020–2021                               | Дніпро         | 42 | 9.8  | 6.3 | 2.8 |
| 2021–2022                               | Дніпро         | 22 | 9.4  | 5.7 | 1.0 |
| Національна баскетбольна ліга Pro A     |                |    |      |     |     |
| 2021-2022                               | Нантер 92      | 11 | 2.1  | 1.3 | 0.4 |
| Балканська міжнародна баскетбольна ліга |                |    |      |     |     |
| 2022-2023                               | Будівельник    | 5  | 9.2  | 4.6 | 2.4 |
| Національна баскетбольна ліга Pro B     |                |    |      |     |     |
| 2022-2023                               | Орлеан         | 14 | 9.4  | 4.1 | 2.0 |